# Cité de Gênes
La cité de Gênes est une voie du 20e arrondissement de Paris, en France.

## Situation et accès
La cité de Gênes est une voie publique située dans le 20e arrondissement de Paris. Elle débute au 7, rue Vilin et se termine au 49, rue Bisson.

## Origine du nom
Elle commémore le siège mémorable de Gênes qu'y soutint André Masséna en 1800 contre les Anglais et les Autrichiens.

## Historique
Initialement, cette voie de l'ancienne commune de Belleville qui était dénommée « cité de Rivoli » et « impasse de Rivoli », prit en 1877 son nom actuel ; elle débutait alors aux 46 et 67, rue Julien-Lacroix.
Incluse dans l'îlot insalubre no 7, la voie disparait lors des démolitions.
Une voie est recréée dans le cadre de la rénovation des environs du parc de Belleville et de l'aménagement de la ZAC Belleville sous le nom provisoire de « voie DG/20 ». Elle prend sa dénomination actuelle mais avec un tracé différent par un arrêté municipal du 21 décembre 1988.  